# Laeops guentheri
Laeops guentheri es una especie de pez de la familia Bothidae en el orden de los Pleuronectiformes.

## Hábitat
Es un pez de mar.

## Morfología
• Pueden llegar alcanzar los 14 cm de longitud total.

## Distribución geográfica
Se encuentra desde las  costas del Golfo Pérsico hasta el Golfo de Tailandia e Indonesia.